# Samuel Ludwig Hartig
Samuel Ludwig Hartig (meist Ludwig Hartig; * 31. Januar 1790 in Neusalz, Niederschlesien; † 8. Juli 1868 in Züllichau, Neumark) war ein deutscher Orgelbauer in Niederschlesien und der brandenburgischen Neumark.

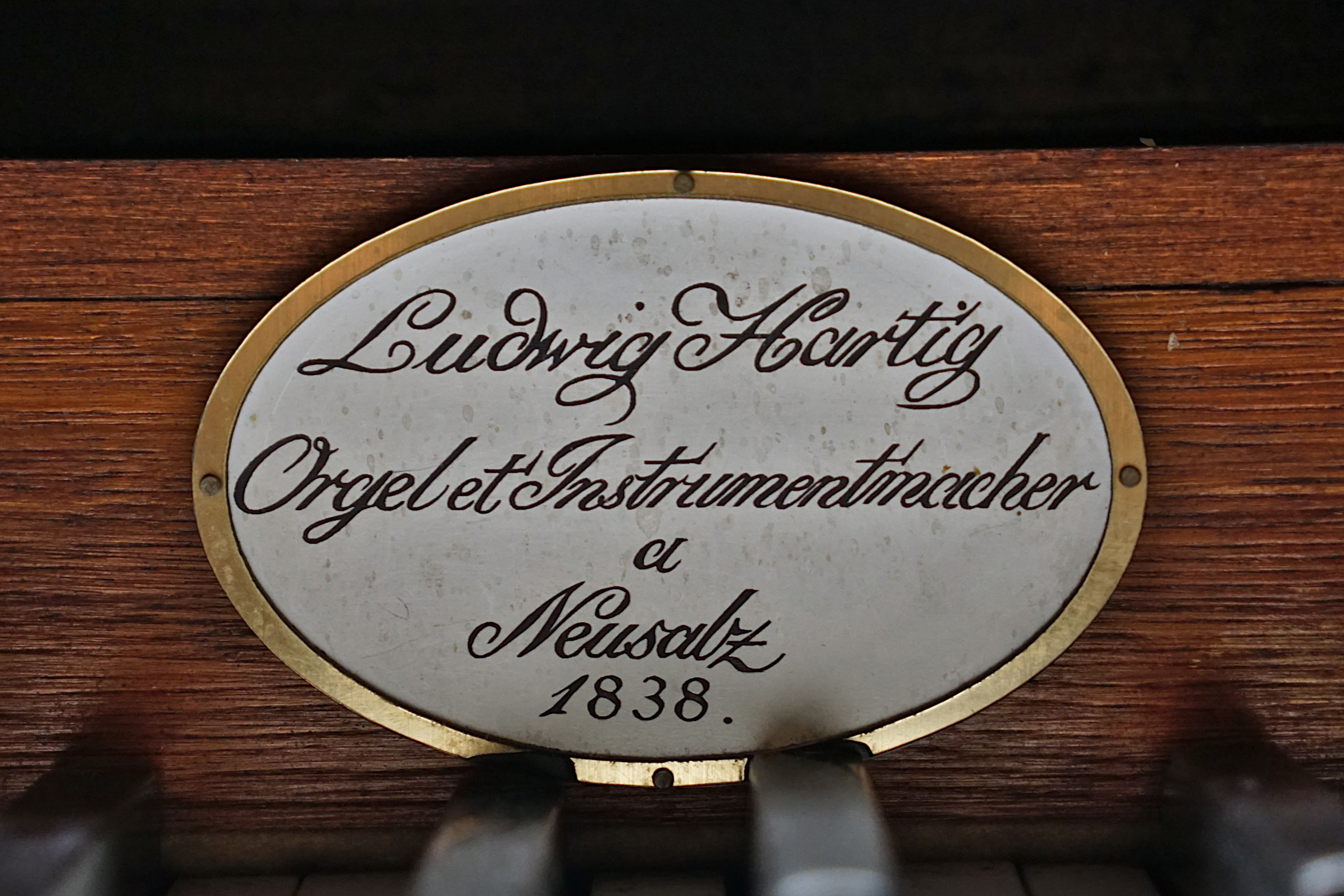
Firmenmarke an der Orgel von st. Antonius in Neusalz

## Leben
Ludwig Hartig machte zunächst eine Ausbildung als Tischler in Niesky und ging 1808 zu Johann Gottlieb Benjamin Engler nach Breslau, wo er den Orgelbau lernte und ab etwa 1812 als Geselle tätig war. Von 1813 bis 1815 nahm er als Soldat an den Befreiungskriegen teil.
1816 machte sich Ludwig Hartig als Orgelbauer in seiner Heimatstadt Neusalz (heute Nowa Sól) als Orgelbauer selbstständig. 1829 ging er nach Breslau, wo er seinem Lehrmeister Gottlieb Engler beim Bau der Orgel in St. Bernhardin half. Ab 1832 war Ludwig Hartig im neumärkischen Züllichau (heute Sulechów) tätig, wo er bis zu seinem Tod 1868 wirkte.
Sein Sohn Carl Friedrich Ludwig Hartig (1866–1933) wurde ebenfalls Orgelbauer. Von ihm ist allerdings nur eine Aufstellung einer Schuke-Orgel in Züllichau bekannt. Später war er Automechaniker.

## Orgeln (Auswahl)
Ludwig Hartig baute Orgeln in Schlesien, der Neumark und der Niederlausitz. Erhalten sind in Deutschland die Orgel in Zerkwitz und die von ihm erweiterte in Straupitz sowie einige weitere Werke im heutigen Polen. Nicht mehr vorhandene Instrumente sind kursiv gesetzt.
| Jahr      | Ort                       | Gebäude                                 | Bild | Manuale | Register | Bemerkungen                          |
| --------- | ------------------------- | --------------------------------------- | ---- | ------- | -------- | ------------------------------------ |
| 1822      | Klemzig, heute Klępsk     | Dorfkirche                              |      | I/P     | 10       | 2007–2008 restauriert                |
| 1825      | Glogau, heute Głogów      | Gymnasium                               |      | II/P    | 19       | wahrscheinlich nicht erhalten        |
| 1829–1831 | Breslau, heute Wrocław    | St. Bernhardin                          |      |         |          | Mitarbeit bei Johann Gottlieb Engler |
| 1832–1833 | Züllichau, heute Sulechów | Kirche                                  |      | II/P    | 27       |                                      |
| 1838      | Neusalz, heute Nowa Sól   | St.-Antonius-Kirche                     |      | II/P    | 24       | erhalten                             |
| 1842–1844 | Guben, Niederlausitz      | Stadtkirche                             |      | II/P    | 35       | seine größte Orgel, nicht erhalten   |
| 1846      | Lübben, Niederlausitz     | St. Nikolai, heute Paul-Gerhardt-Kirche |      | II/P    | 24       | 1906 ersetzt durch Schuke            |
| 1854      | Zerkwitz                  | Dorfkirche                              |      | II/P    | 16       | erhalten                             |
| 1860      | Guben                     | Klosterkirche                           |      | II/P    | 17       |                                      |
| 1868      | Niesky                    | Kirche der Brüdergemeine                |      | II/P    | 8        | letztes bekanntes Werk               |